# Fortuna Fossae
Le Fortuna Fossae sono una struttura geologica della superficie di Marte.